# Kecamatan Cipeundeuy (distrikt i Indonesien, lat -6,54, long 107,62)
Kecamatan Cipeundeuy är ett distrikt i Indonesien.   Det ligger i provinsen Jawa Barat, i den västra delen av landet, 90 km öster om huvudstaden Jakarta.